# She Works Hard for the Money
Singles de Donna Summer
Love to Love You Baby
(1983, réédition) Unconditional Love
(1983)
She Works Hard for the Money est une chanson de la chanteuse américaine Donna Summer extraite de son album She Works Hard for the Money paru en été 1983.
La chanson a été publiée en single avant la sortie de l'album (aux États-Unis, en mai). C'était le premier single tiré de cet album. 
Aux États-Unis, la chanson a débuté à la 67e place du Hot 100 de Billboard (dans la semaine du 28 mai 1983) et atteint la 3e place (pour la semaine du 6 août),. Au Royaume-Uni, elle a débuté à la 46e place du hit-parade des singles (dans la semaine du 12 au 18 juin 1983) et atteint la 25e place (pour la semaine du 17 au 23 juillet),.

## Composition
La chanson a été écrite par Donna Summer avec Michael Omartian, qui a produit l'album She Works Hard for the Money.

## Clip
Le clip vidéo de la chanson, réalisé par Brian Grant , a fait ses débuts sur MTV et est devenu la première vidéo d’une artiste afro-américaine à être placée dans une "rotation lourde" (c'est le terme utilisé à l’époque par MTV pour indiquer une vidéo fréquemment diffusée). La vidéo montre une femme, travaillant comme serveuse dans un restaurant, qui doit faire face à de nombreuses situations dans sa vie, telles que le travail et l'éducation de deux enfants indisciplinés. On voit aussi qu'elle a abandonné ses espoirs d'être une ballerine. Donna Summer apparaît en tant qu'observatrice à travers une fenêtre de la cuisine, une femme qui assiste la protagoniste déchue de la vidéo et, à la fin, le chef d'une troupe de femmes, portant divers uniformes de travail, qui sont descendues dans la rue pour signifier leur indépendance et la reconnaissance de leur "dur labeur". On voit également la protagoniste danser dans la rue avec eux.
Dans une parodie de l'image créée par cette chanson et sa photo de couverture, Summer elle-même apparaît dans la vidéo de Frank Sinatra pour "LA Is My Lady", sortie en 1984, en tant que serveuse qui sert un client et s'éponge le front.
Il existe deux versions de la vidéo musicale. L'une est la modification unique; l'autre reste fidèle à la longueur originale de la version album de la chanson.

## Reprises
- Une reprise a été réalisée par la chanteuse Imany dans l'édition Deluxe de son album de reprises Voodoo Cello sorti en 2022.